# J. Morris Foster
Pour les articles homonymes, voir Foster.
J. Morris Foster (parfois simplement crédité Morris Foster) est un acteur américain du cinéma muet, né à Foxbert en Pennsylvanie, le 9 septembre 1881 et mort à Burbank en Californie, le 24 avril 1966.

## Biographie
Foster a joué dans plus de 70 films entre 1914 et 1923. Sa carrière ne dépasse pas la période du cinéma muet.
Il fut marié à l'actrice Mignon Anderson de 1920 à son décès.

## Filmographie partielle
- 1915 : The Flying Twins de Jack Harvey : Peter Goddard, le greffier
- 1916 : The Innocent Lie de Sidney Olcott : Pat O’Brien
- 1917 : L'Inconnu (The Secret Man) de John Ford : Harry Beaufort
- 1918 : All the World to Nothing de Henry King : Everard Peck
- 1919 : Who Cares? de Walter Edwards : Howard Oldershaw
- 1920 : Overland Red de Lynn Reynolds : rôle indéterminé
- 1922 : Nan of the North de Duke Worne : Bruce Vane
- 1923 : The Gunfighter de Lynn Reynolds : Lew Camp